# Legenda o niedźwiedziu z Gowarczowa
Legenda o niedźwiedziu z Gowarczowa – legenda ludowa z okolic Gowarczowa (województwo świętokrzyskie). 
W myśl legendarnego przekazu na porośniętym lasami trakcie handlowym przebiegającym w odległych wiekach przez Gowarczów, grasował groźny dla kupców niedźwiedź-rabuś. Skradzione towary gromadził w grocie zlokalizowanej pod wzgórzem, na którym obecnie stoi kościół Świętych Apostołów Piotra i Pawła. Gdy rycerz, właściciel lokalnych dóbr, wyruszał na wojnę, pozostawił na miejscu swoją córkę, jedynaczkę, wydając jej zakaz wchodzenia do lasu. Córka zignorowała go i poszła zbierać jagody. Niedźwiedź porwał dziewczynę i zmusił do usługiwania mu w grocie. Gdy ojciec wrócił z wojny i dowiedział się o tym, zebrał silną drużynę, zwabił w zasadzkę i zabił niedźwiedzia, uwalniając córkę. Za znalezione w jaskini bogactwa wzniesiono stojący do dziś kościół. W niektórych wersjach podania występował młynarz zamiast niedźwiedzia lub dziki człowiek.
W październiku 2021 na budynku Centrum Kultury i Aktywności Lokalnej na gowarczowskim rynku odsłonięto wykonany przez wolontariuszy mural ilustrujący treść legendy z postaciami niedźwiedzia, dziewczynki i kupca. Współtworzyły go: Małgorzata Gałązka, Amelia Dajer oraz Jolanta Makuch. Dodatkowo rzeźbę niedźwiedzia stworzył Marian Pikuła. Mural ma dwanaście metrów szerokości i sześć metrów wysokości. Jest pokłosiem inicjatywy „Turniej z legendą”, w ramach której przeprowadzono sondę uliczną o najpopularniejszej legendzie regionu, w której najczęściej przytaczaną przez mieszkańców była legenda o niedźwiedziu.